# Zona de ocupación estadounidense
La zona de ocupación estadounidense (en inglés: American Zone of Occupation in Germany; en alemán: Amerikanische Besatzungszone) fue una de las cuatro zonas de ocupación en que los Aliados dividieron el territorio alemán después del triunfo sobre la Alemania nazi el 8 de mayo de 1945. Este sistema de ocupación existió tanto en Alemania como en Austria.

## Organización administrativa
Comprendía el gran estado de Baviera (Bayern), incluyendo el antiguo exclave de Turingia (Thüringen) de Ostheim y excluyendo distrito de Lindau y el Palatinado. Además fueron ocupados por los estadounidenses Kurhessen y Nassau (excluyendo los exclaves pertenecientes a Oberwesterwald, Unterwesterwald, Unterlahn y Sankt Goarshausen), así como las partes del Estado Popular de Hesse al este del Rin: Starkenburg, Oberhessen y el Hesse Renano al este del río (la frontera era la mitad del canal de navegación). También estaban incluidos Bremen y Bremerhaven como puertos de abastecimiento, aunque estos enclaves se encontraban dentro de la zona de ocupación británica. Los cuarteles generales del gobierno militar estadounidense se encontraban en el edificio IG Farben, en la ciudad de Fráncfort del Meno.
Berlín, que se encontraba dentro de la zona de ocupación soviética, se dividió en cuatro zonas de ocupación: a los estadounidenses les correspondían los distritos de Zehlendorf, Steglitz, Schöneberg, Kreuzberg, Tempelhof y Neukölln.
De esta zona formó el gobierno militar estadounidense de ocupación entre 1945 y 1946 los Länder (estados federados) de Baviera, Wurtemberg-Baden, Hesse y Bremen, que el 23 de mayo de 1949 constituyen parte formal de la República Federal de Alemania. En 1952 se fusionó el Land de Wurtemberg-Baden con los Länder Baden y Wurtemberg-Hohenzollern, que hasta entonces habían estado administrados por el gobierno militar francés, formando el actual Land de Baden-Wurtemberg.
El 17 de septiembre de 1945, en virtud del acuerdo Wanfried, se intercambiaron algunos pueblos del río Werra por otros de la zona de ocupación soviética , con el fin de que toda la línea ferroviaria de Frankfurt a Gotinga quedara bajo control estadounidense. Esto también incluyó una parte del Eichsfeld.

## Ferrocarriles
La antigua compañía estatal Deutsche Reichsbahn (DRB) continuó operando los servicios ferroviarios en las cuatro zonas divididas. La oficinas centrales de la compañía (Reichsbahn-Zentralämter, RZA) estaban situadas en Berlín, pero estas habían resultado destruidas por los bombardeos aliados durante el último año de la guerra mundial. Por esta razón la sede central se trasladó a Gotinga, en la zona británica, mientras en Múnich también funcionó una jefatura de la Reichsbahn encargada de la administración ferroviaria en la zona estadounidense.

## Comandantes militares y comisionados
Gobernadores militares

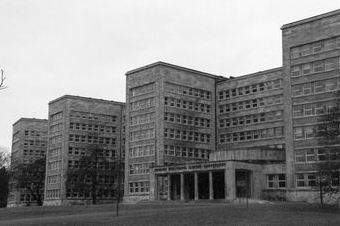
Edificio IG Farben, sede del Cuartel general de los Estados Unidos.

- Dwight D. Eisenhower: 8 de mayo - 10 de noviembre de 1945
- George S. Patton: 11 de noviembre - 25 de noviembre de 1945 (en funciones)
- Joseph T. McNarney: 26 de noviembre de 1945 - 5 de enero de 1947
- Lucius D. Clay: 6 de enero de 1947 - 14 de mayo de 1949
- Clarence R. Huebner: 15 de mayo - 1 de septiembre de 1949 (en funciones)

Altos comisionados
- John J. McCloy: 2 de septiembre de 1949 - 1 de agosto de 1952
- Walter J. Donnelly: 1 de agosto - 11 de diciembre de 1952
- Samuel Reber: 11 de diciembre de 1952 - 10 de febrero de 1953 (en funciones)
- James Bryant Conant: 10 de febrero de 1953 - 5 de mayo de 1955